# Gliese 849

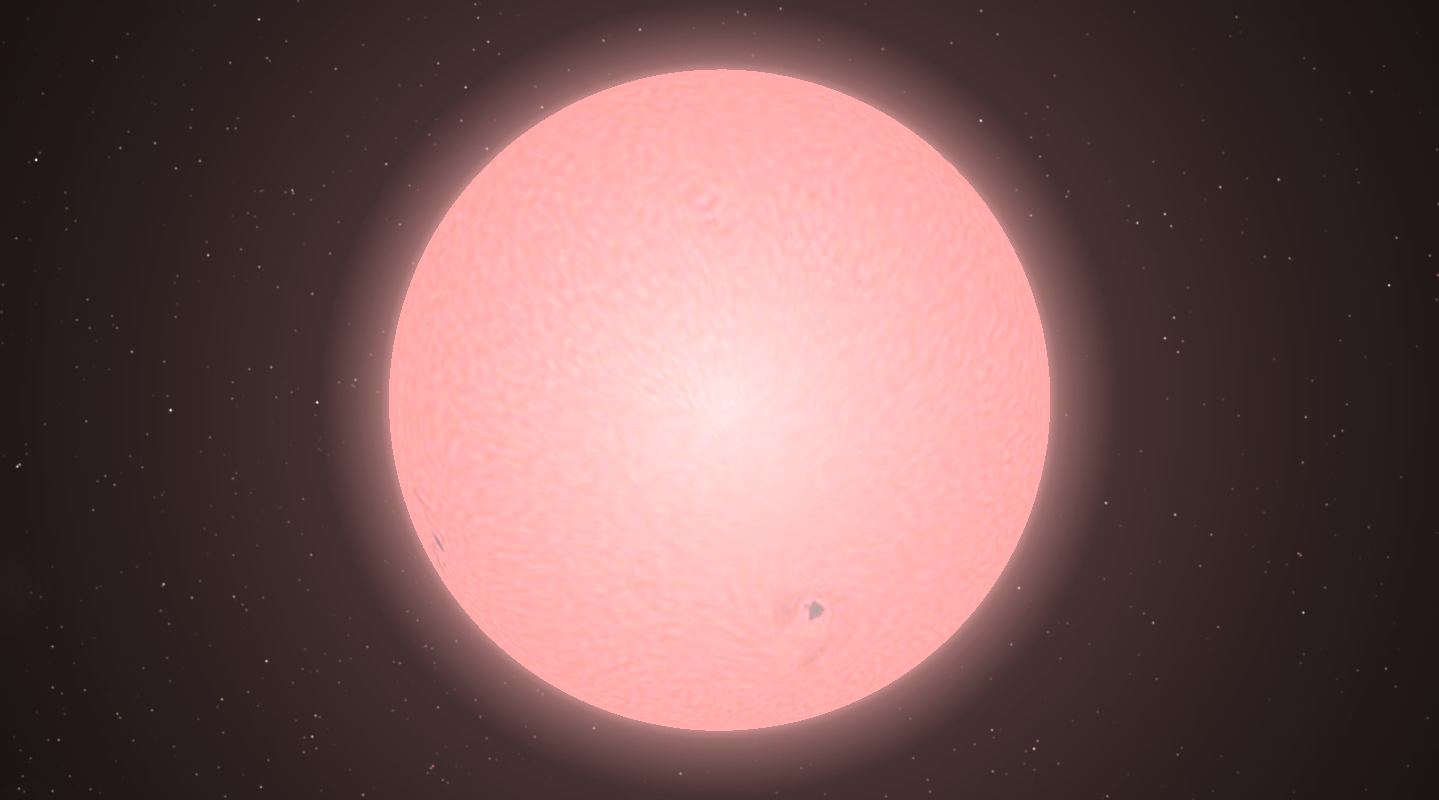
Simulación de Gliese 849

Gliese 849 (GJ 849) es una estrella en la constelación de Acuario.
A pesar de encontrarse a 28,6 años luz de distancia del sistema solar, tiene magnitud aparente +10,42, por lo que no puede ser observada a simple vista.
Desde 2006 se conoce la existencia de un planeta joviano en órbita alrededor de esta estrella.
Gliese 849 es una enana roja de tipo espectral M3.5V con una temperatura efectiva de 3195 K.
Mucho más tenue que el Sol, en el espectro visible su luminosidad es tan solo un 0,43 % de la luminosidad solar, aunque si se considera todo el espectro electromagnético su luminosidad alcanza el 2,94 % de la del Sol.
Se ha estimado que tiene una masa aproximada igual al 43 % de la masa solar y un diámetro en torno al 45 % del diámetro solar.
Su abundancia relativa de hierro es mayor que la solar en un 35 % ([Fe/H] = +0,13).
Su baja actividad cromosférica y su lenta rotación —tarda 40 días en completar una vuelta— son consistentes con una enana roja de edad media de más de 3000 millones de años de antigüedad.
Gliese 849 es miembro del supercúmulo de las Híades que, entre otras, incluye a 55 Cancri, ι Horologii y HD 179949, todas ellas estrellas con planetas.
Por otra parte, los sistemas estelares más cercanos a Gliese 849 son Gliese 852, a 5,3 años luz, y GJ 1276, a 5,6 años luz.

## Sistema planetario
El planeta extrasolar en órbita alrededor de Gliese 849, denominado Gliese 849 b, tiene una masa mínima de 0,89 veces la masa de Júpiter y se mueve a una distancia de 2,35 UA de la estrella. Su órbita es prácticamente circular y tarda 5,2 años en completar una vuelta alrededor de la estrella.
Existe cierta evidencia de la existencia de un segundo planeta.
| Acompañante (En orden desde la estrella) | Masa (MJ) | Período orbital (días) | Semieje mayor (UA) | Excentricidad |
| ---------------------------------------- | --------- | ---------------------- | ------------------ | ------------- |
| Gliese 849 b                             | > 0,82    | 1890 ± 130             | 2,35               | 0,06 ± 0,09   |